# Mark Udall
Mark Emery Udall (Tucson, 18 luglio 1950) è un politico statunitense, senatore per lo stato del Colorado dal 2009 al 2015 e in precedenza membro della Camera dei Rappresentanti dal 1999 al 2009 per lo stesso stato.

## Biografia
Udall nacque a Tucson, in Arizona ed è figlio di Morris "Mo" Udall, ex deputato dell'Arizona e candidato per la nomination presidenziale democratica nel 1976. Mark è cugino del senatore Tom Udall del Nuovo Messico. Egli è anche il nipote dell'ex segretario degli Interni degli Stati Uniti Stewart Udall. La famiglia Udall è una delle famiglie più prolifiche della politica statunitense.
Mark Udall si diplomò alla Canyon del Oro High School nel 1968 e si laureò alla Williams College nel 1972, successivamente si trasferì in Colorado. La sua professione fu quella di insegnante.
Udall vive a Eldorado Springs con la moglie e i due figli. Egli pratica sci, golf, trekking e camping. Come alpinista ha scalato alcune montagne del Colorado ma anche alcune delle vette più alte del mondo.

## Carriera politica
Udall fu eletto alla Camera dei Rappresentanti del Colorado nel 1997. Dopo un solo mandato venne eletto alla Camera dei Rappresentanti degli Stati Uniti nel 1999 in maniera inaspettata, sconfiggendo il sindaco repubblicano di Boulder, Bob Greenlee. Successivamente, ebbe altri quattro mandati come rappresentante e nel 2009 è stato eletto al Senato dopo aver sconfitto l'ex rappresentante Bob Schaffer.